# Wilhelm Derlam

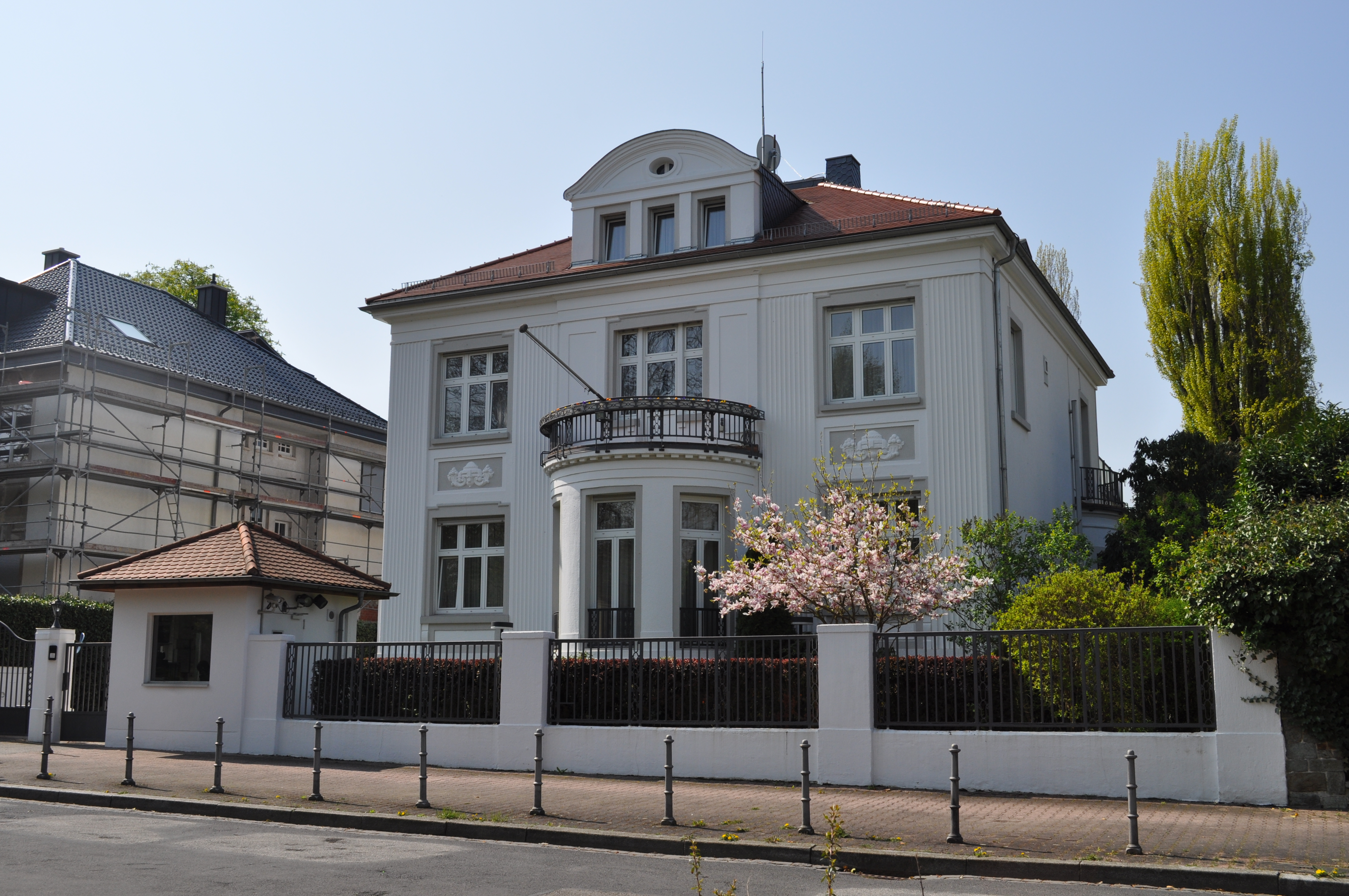
Zeppelinallee 107

Wilhelm Derlam (* 2. Mai 1877 in Bockenheim; † 23. Dezember 1948 in Frankfurt) war ein Bockenheimer/Frankfurter Architekt, Baumeister und Maler.

## Abstammung
Er stammt aus einer alteingesessenen Bockenheimer Familie. So lassen sich u. a. nachfolgende jeweils in Bockenheim geborene und verstorbene Vorfahren nachweisen.
- Johann Michael Derlam (* 28. Februar 1762; † 29. April 1803, Beruf: Grundbesitzer, Steinhauer)
- Anton Derlam (* 19. November 1789; † 5. April 1877, Beruf: Meister der Bauzunft, wohnhaft 1842: Hafengasse, 1877: schöne Aussicht 17p)
- Georg Derlam (* 12. Mai 1819; † 29. Oktober 1869)
- David Derlam (* 29. März 1842; † 25. Januar 1916, Beruf: Maurer und Backsteinfabrikant, wohnhaft 1877: Wilhelmstr. 21p)

Wilhelm Derlam wurde als Sohn des Maurermeisters und ehemaligen Bockenheimer Stadtrats David Derlam (* 29. März 1842 in Bockenheim; † 25. Januar 1916) und dessen Ehefrau Anna geb. Weil (* 2. Januar 1846 in Bockenheim; † 1. Februar 1929) geboren. Wilhelm Derlam heiratete am 21. September 1901 in Frankfurt Emilie geb. Schaaf (* 21. Februar 1878 in Frankfurt; † 2. November 1914) und am 15. Februar 1919 ebenfalls in Frankfurt Friederike geb. Clement verw. Handen (* 9. Januar 1890 in Griesheim am Main). Ab dem 2. Mai 1925 wohnte Wilhelm Derlam mit seiner Familie in der ursprünglichen Haus der Eltern in der Adalbertstraße 33. In den Adressbüchern 1940–1943 wird die Königsstraße 79 genannt. Zu beiden Adressen existieren keine Meldeunterlagen mehr. In einem Gutachten von 1946, das er als vereidigter Bausachverständiger anfertigte, gab Wilhelm Derlam als Wohnsitz den Stadtteil Niederursel ohne Nennung einer Adresse an. In den Adressbüchern 1949–1953 wird als Wohnsitz die Goldgrubenstraße 16 in Niederursel angegeben. Ab 1954 findet sich unter derselben Adresse die Witwe.

## Ausbildung
Wilhelm Derlam erlernte das Zimmer- und Maurerhandwerk. Er betrieb theoretische Studien an der Städelschen Kunstschule, an der Baugewerkschule Stuttgart und an der Technischen Hochschule Berlin. In Charlottenburg war er vom 30. September 1897 bis zum 21. Juli 1898 gemeldet. Danach war er überwiegend in Frankfurt am Main tätig und baute eine Vielzahl von Häusern in verschiedenen Frankfurter Stadtvierteln. In Frankfurt war sein Bruder Theodor Derlam (1886–1970) Stadtoberbaurat. Letzterer verfasste u. a. mit Hermann Meinert 1953 ein Buch über die Geschichte und den Wiederaufbau des Frankfurter Rathauses. Am Projekt Neues Frankfurt beteiligte er sich an der Siedlung Mammolsheiner Straße.

## Bauten und Entwürfe (Auswahl)
- Zeppelinallee 107, neoklassizistische Villa hinter symmetrischer, durch Girlanden charakterisierter Fassade von 1921 bis 1923, heute Wohnsitz des amerikanischen Generalkonsuls
- Zeppelinallee 105, neoklassizistische Villa mit Zierfassade von 1921 bis 1923
- Robert-Mayer-Straße 44, Mietshaus mit Fassade in Stil der Neurenaissance und beachtenswerten floralem Stuck im Traufbereich von 1905
- Robert-Mayer-Straße 42, Mietshaus mit Eckbetonung durch gotisierend ornamentierten Erker von 1905
- Robert-Mayer-Straße 32, Mietshaus mit Fassade in Stil der Neurenaissance von 1907
- Robert-Mayer-Straße 30, Mietshaus im Stil des Historismus von 1907
- Markgrafenstraße 4, Mietshaus mit straßenseitig opulenter Jugendstilfassade und Masken im Traufbereich von 1904/05
- Entwurf für eine Turnhalle und Vereinsgebäude in Bockenheim
- Entwurf für eine Vergnügungsstätte mit Sälen